# Maria João Lopo de Carvalho
Maria João Lopo de Carvalho (Lisboa, 15 de maio de 1962), de seu nome completo Maria João Mendonça Lopo de Carvalho, é uma empresária e escritora portuguesa.

## Biografia
Licenciada em Línguas e Literaturas Modernas pela Universidade Nova de Lisboa, em 1985, foi professora, publicitária e responsável de projetos de apoio social. Lecionou português e inglês do ensino público e privado, entre 1985 e 1989 e, novamente, de 1992 a 1995. Em 1989 fundou a Know How, dedicada à edição de livros e ao ensino de inglês para crianças, entre outras actividades para escolas públicas e privadas, em regime extra-curricular. Foi também copywriter na agência de publicidade McCann Erickson, de 1999 a 2001, assessora no Gabinete de Vereação da Educação Social do Município de Lisboa, de 2002 a 2005, e responsável pelos programas de solidariedade da Swatch, em 2004 e 2005 (Ajuda de Berço, Fundação do Gil, entre outros). Em 2008 foi co-fundadora da Know How Angola e da IPSS Know How - Aprende a Brincar, dedicada à acção social. Foi ainda responsável pelo Guia da Criança, directório exaustivo de todas as atividades para crianças na cidade de Lisboa, em 1994 e 1995.
Maria João Lopo de Carvalho dedicou-se, desde a década de 2000, à escrita de romances e livros infantis, depois de ter uma colaboração como cronista na revista Pais & Filhos (1994) e na Xis (2000), esta última editada com o jornal Público. Os seus romances Virada do avesso (2000) e Acidentes de percurso (2001), ambos best-sellers, inscreveram o seu nome na literatura pop. Seguiu-se Adota-me (2004), onde aborda a pobreza infantil nos subúrbios de Lisboa. Estreou-se no romance histórico em 2011 com o best-seller Marquesa de Alorna, seguido em 2013 por Padeira de Aljubarrota. Em 2015, prosseguindo no género historiográfico, publicou Os Primeiros 100 Anos, por ocasião do centenário do Grupo de Forcados Amadores de Santarém.
Para o público infantil, assinou O herói sou eu (2007), Que bicho te mordeu (2007) e A minha mãe é a melhor do Mundo (2005).
Foi ainda cronista das revistas GQ (2000-2001) e Vidas (2004) e nos jornais Expresso (2002) e Diário de Notícias (2004). Assina desde 2010 a rubrica «Na 1ª pessoa - sugestões de leitura».

### Família
Filha do escritor neo-realista Fausto Lopo Caroça de Carvalho (2 de Setembro de 1923 - 21 de Janeiro de 1994) e de sua segunda mulher Maria João Sarmento Mendonça, e neta do médico Fausto Lopo de Carvalho.
Casou três vezes, a primeira com José Tomás Leal Vilarinho Pereira (Lisboa, 15 de Janeiro de 1956), com geração, a segunda com o médico José Crespo Mendes de Almeida, sem geração, e a terceira com José Maria do Casal Ribeiro (Lisboa, Santa Isabel, 30 de Janeiro de 1949), 5.º Conde de Casal Ribeiro, Licenciado em Finanças, do qual foi terceiro marido, sem geração.

## Obras
- 2000 - Virada do Avesso (Oficina do Livro)
- 2001 - Acidentes de Percurso (Oficina do Livro)
- 2004 - Adopta-me (Oficina do Livro)
- 2005 - Palavra de Mulher (Oficina do Livro)
- 2006 - A Minha Mãe é a Melhor do Mundo (Oficina do Livro)
- 2006 - Bons Garfos, Más Línguas (Oficina do Livro)
- 2007 - Que bicho te mordeu? (Oficina do Livro)
- 2007 - A Princesa que Eu Sou (fnac)
- 2007 - Eu tenho Super Poderes (fnac)
- 2007 - O dia dos meus anos (fnac)
- 2007 - Sou um campeão (fnac)
- 2007 - O melhor Natal do Mundo (fnac)
- 2009 - Bebé XXS (A favor da Associação de Apoio aos Bebés Prematuros)
- 2009 - Animais à Solta (Porto Editora)
- 2009 - Um Menino Diferente (A favor da Ajuda de Berço) (Porto Editora)
- 2009 - Salpicos I, II, III e IV: Manuais de Aprendizagem de Português para crianças estrangeiras (3 aos 12 anos) (Instituto Camões/Lidel)
- 2009 - Mariazinha - A Contadora de Histórias (A Favor da Associação Entre Numa Vaquinha De Sonho e Ajude a Construir uma Casa de Verdade)
- 2009 - Colecção 7 Irmãos (em parceria com Margarida Fonseca Santos): Maria - Os Segredos da Irmã Mais Velha (Oficina do Livro)
- 2009 - Colecção 7 Irmãos (em parceria com Margarida Fonseca Santos): Miguel Nunca Desiste (Oficina do Livro)
- 2009 - Colecção 7 Irmãos (em parceria com Margarida Fonseca Santos): Mónica - A Maria Rapaz (Oficina do Livro)
- 2010 - English is Fun I, II e III - Manuais escolares  de inglês para o Ministério da Educação de Timor (Lidel)
- 2010 - Colecção 7 Irmãos (em parceria com Margarida Fonseca Santos): Maria Atravessa o Atlântico (Oficina do Livro)
- 2010 - Colecção 7 Irmãos (em parceria com Margarida Fonseca Santos): Mariana e Manuel - Gémeos em Sarilhos (Oficina do Livro)
- 2011 - Colecção 7 Irmãos (em parceria com Margarida Fonseca Santos): Miguel Contra-Ataca (Oficina do Livro)
- 2011 - Colecção 7 Irmãos (em parceria com Margarida Fonseca Santos): Os Gémeos Numa Curva do Caminho (Oficina do Livro)
- 2011 - Marquesa de Alorna (Oficina do Livro)
- 2011 - Picante - Histórias que Ardem na Boca (em parceria com Alice Vieira, Catarina Fonseca, Leonor Xavier, Maria do Rosário Pedreira e Rita Ferro) (Leya/Casa das Letras)
- 2012 - Colecção 7 Irmãos (em parceria com Margarida Fonseca Santos): Margarida Muda de Escola (Oficina do Livro)
- 2012 - Colecção 7 Irmãos (em parceria com Margarida Fonseca Santos): Uma Família Fantástica (Oficina do Livro)
- 2012 - Colecção 7 Irmãos (em parceria com Margarida Fonseca Santos): E agora Rafa? (Oficina do Livro)
- 2012 - Colecção 7 Irmãos (em parceria com Margarida Fonseca Santos): Sozinhos em Casa (Oficina do Livro)
- 2012 - As Cinco Quinas: A Grande Revelação (book.it)
- 2012 - As Cinco Quinas: O Segredo do Conde da Faia (book.it)
- 2012 - As Cinco Quinas: Metidos em Sarilhos (book.it)
- 2012 - As Cinco Quinas: O Mistério da Casa nº5 (book.it)
- 2012 - As Cinco Quinas: Uma Amizade Suspeita (book.it)
- 2012 - As Cinco Quinas: Um Colégio Novo (book.it)
- 2012 - As Cinco Quinas: BFF Wow! Que Espetáculo (book.it)
- 2013 - Colecção 7 Irmãos (em parceria com Margarida Fonseca Santos): A Madalena e Eu (Oficina do Livro)
- 2013 - Colecção 7 Irmãos (em parceria com Margarida Fonseca Santos): Mónica e Mariana - Irmãs e Rivais (Oficina do Livro)
- 2013 - Padeira de Aljubarrota (Oficina do Livro)
- 2016 - Colecção 7 Irmãos (em parceria com Margarida Fonseca Santos): Miguel contra-ataca (Oficina do Livro)
- 2016 - Colecção 7 Irmãos (em parceria com Margarida Fonseca Santos): Mónica, uma montanha de emoções (Oficina do Livro)
- 2016 - Até que o amor me mate (Oficina do Livro)
- 2018 - O Fado da Severa
- 2020 - O Bisavô